# Террасные виноградники Лаво

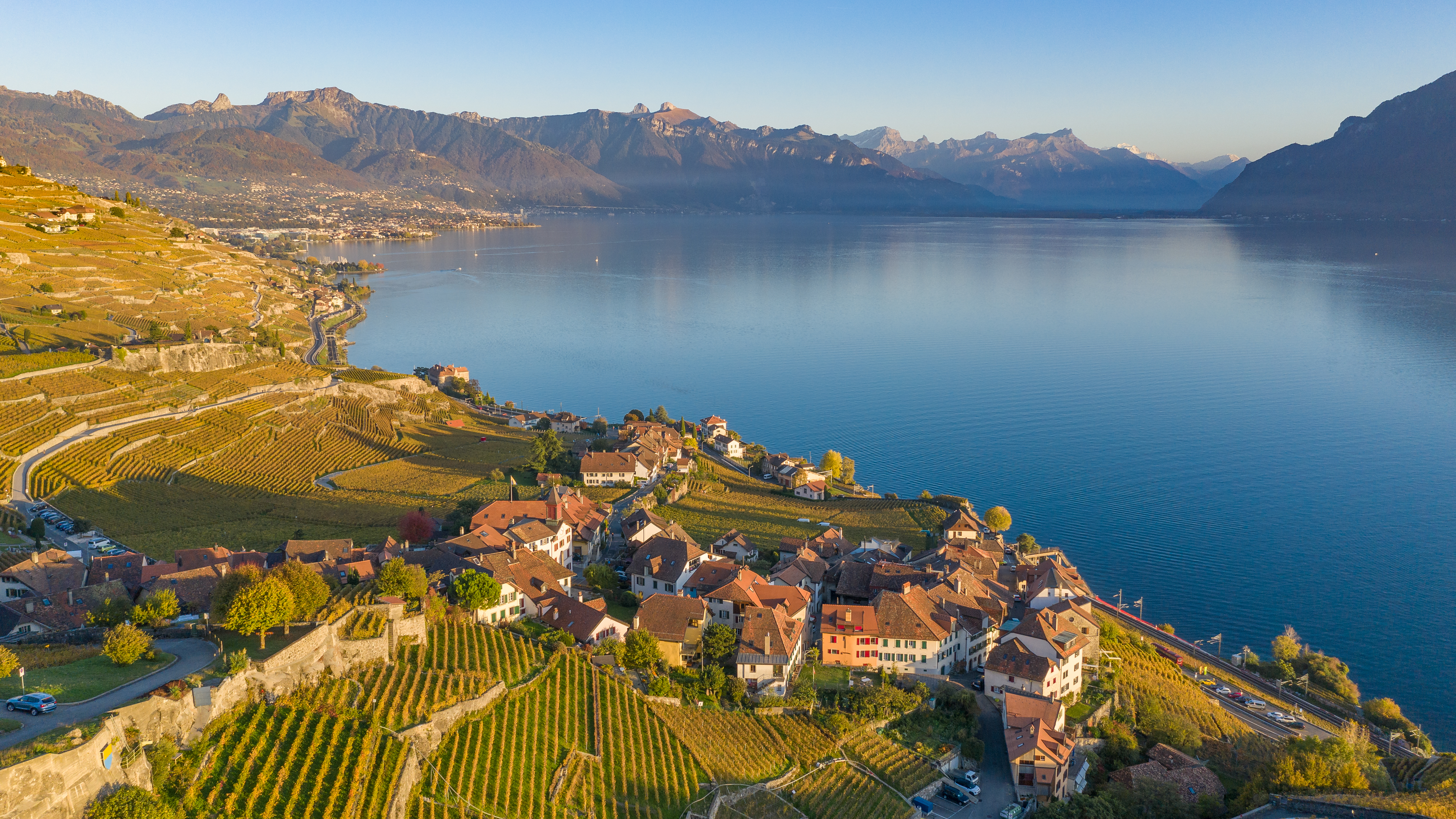
Виноградники посёлка Рива (Во)

Лаво́ (фр. Lavaux) — террасные виноградники на территории швейцарского кантона Во, на северо-восточном побережье Женевского озера, между Лозанной и Веве. Этот винодельческий регион Швейцарской ривьеры простирается на 805 гектаров, а протяжённость рядов винограда составляет около 30 километров. Преобладает белый виноград сорта шасла.
Виноград здесь начали выращивать ещё в период Римской империи. Однако нынешние посадки датируются XI веком, когда эти земли принадлежали бенедиктинским монахам. На протяжении нескольких веков на крутых склонах озера создавались террасы, которые укреплялись каменными стенками. Преобразованный ландшафт стал уникальным примером взаимодействия человека и окружающей среды, ориентированного на оптимальное использование местных ресурсов для производства высококачественного вина. В 2007 году местность была включена в список объектов Всемирного наследия ЮНЕСКО.
Этот винодельческий регион сыграл существенную роль в развитии экономики близлежащей Лозанны и края в целом. Сейчас здесь расположены 14 муниципалитетов и 6 винодельческих биологически контролируемых хозяйств. Наиболее высоко котируются вина аппелласьонов Каламен и Дезале. Это один из первых в мире винодельческих регионов, которые заявили о своей приверженности органическому земледелию. С 2016 года прекращено использование на виноградниках химических пестицидов.

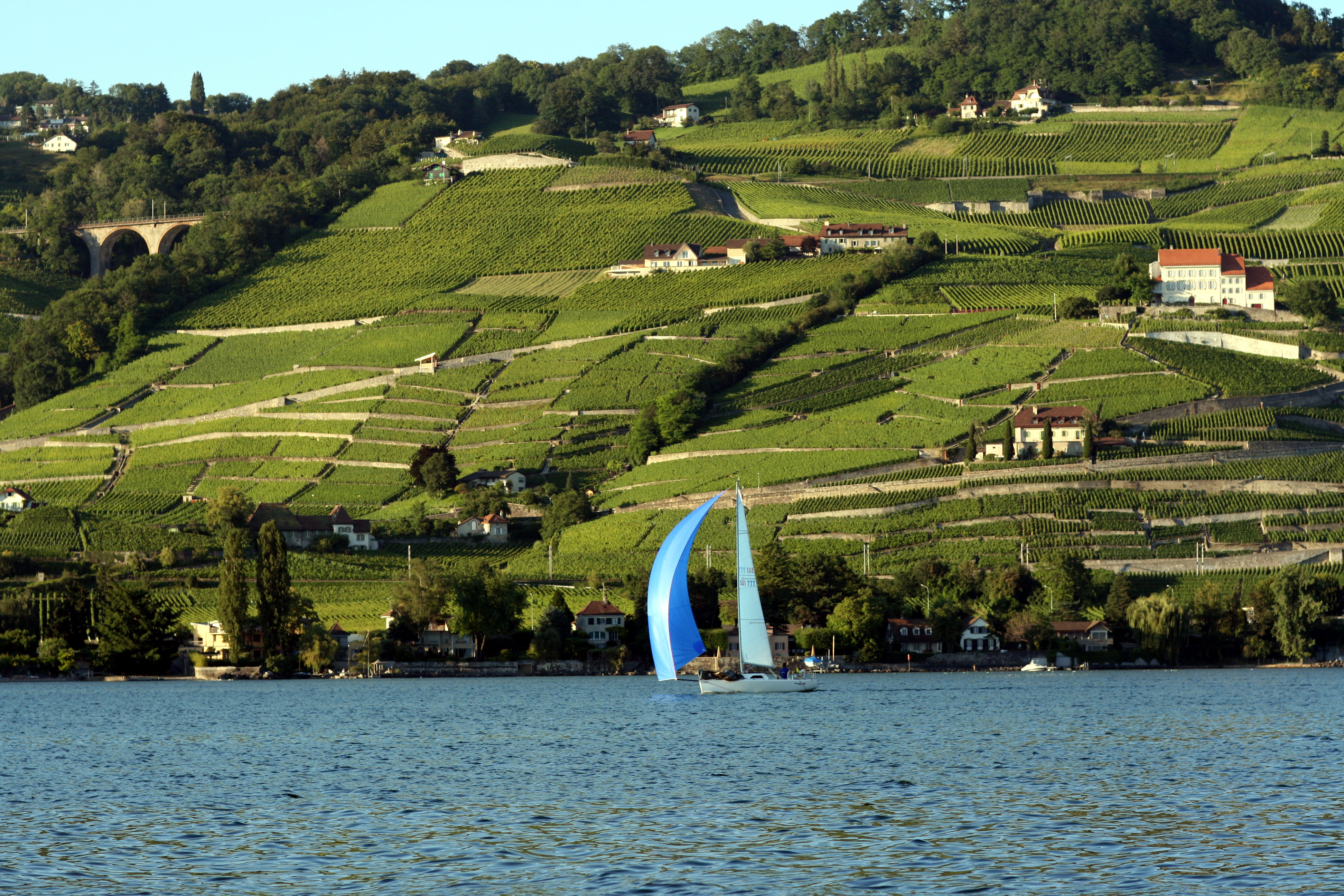
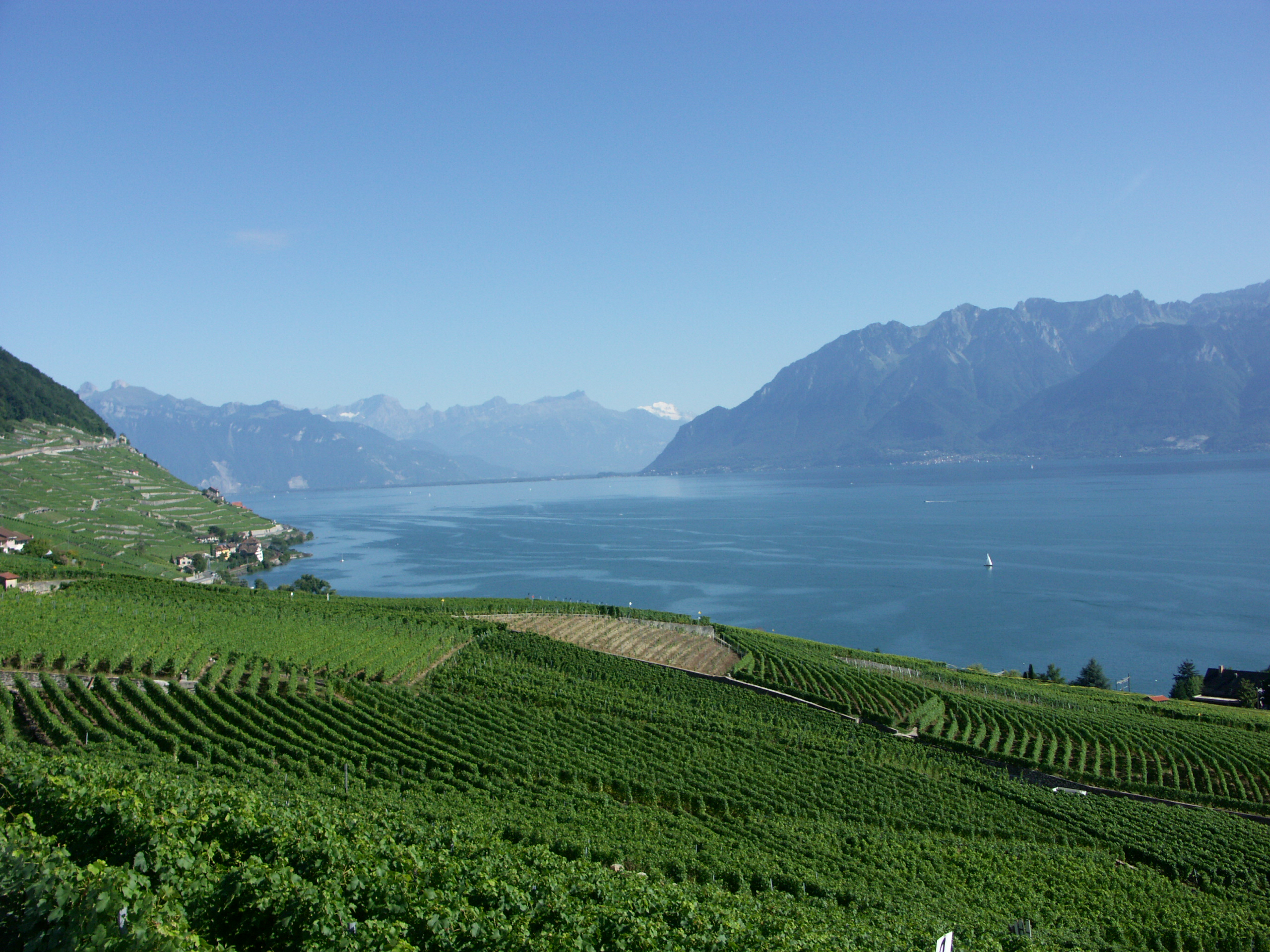
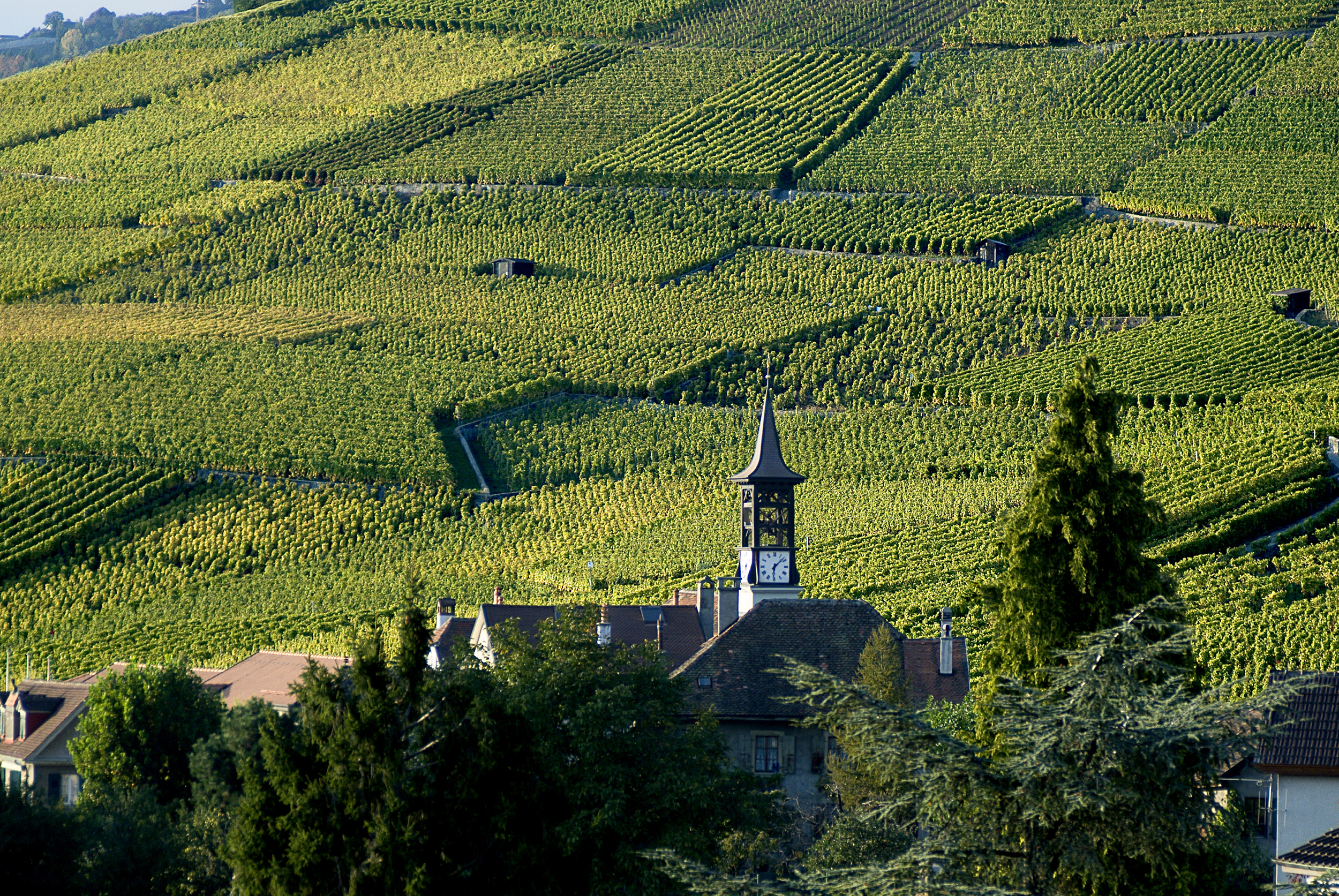
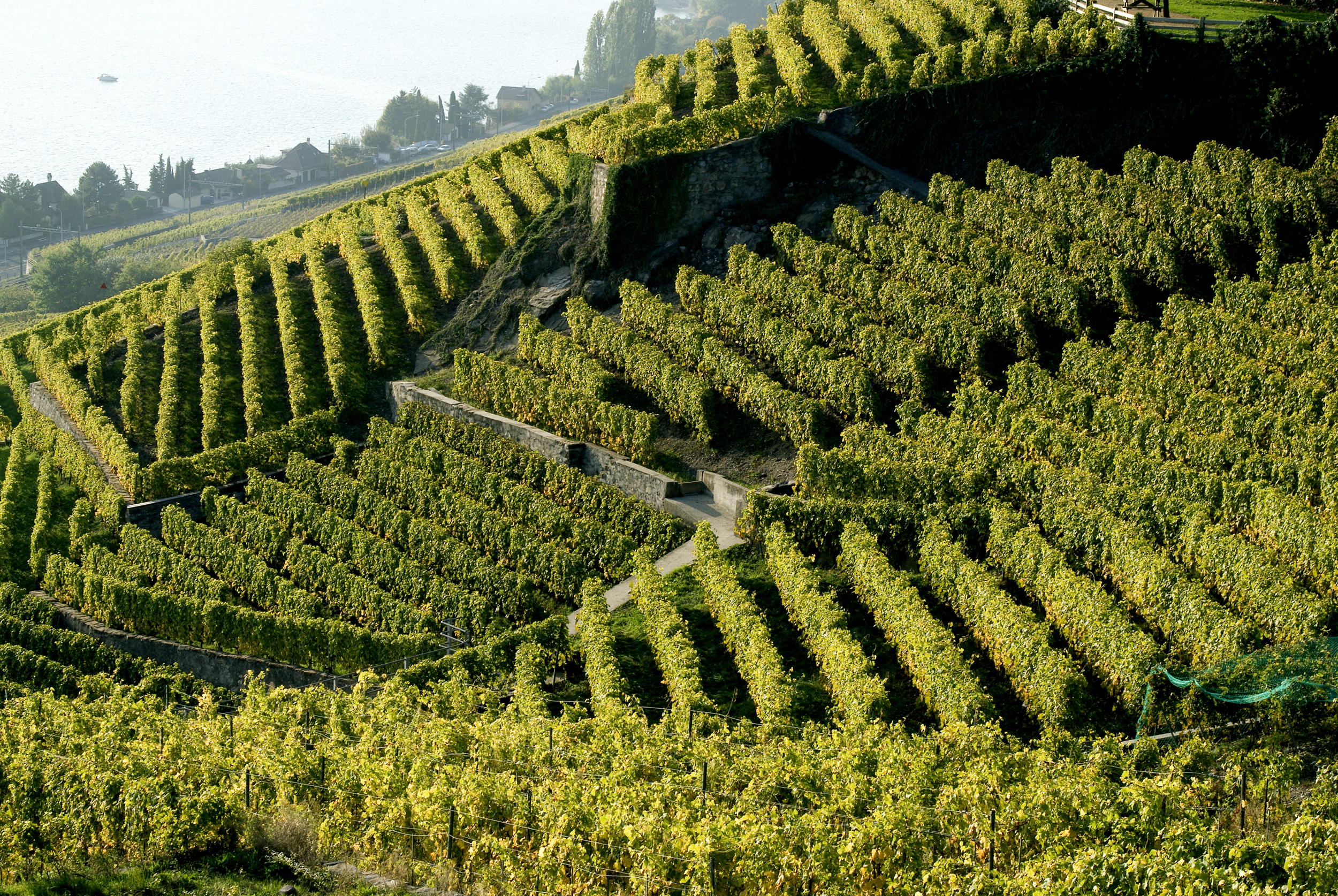
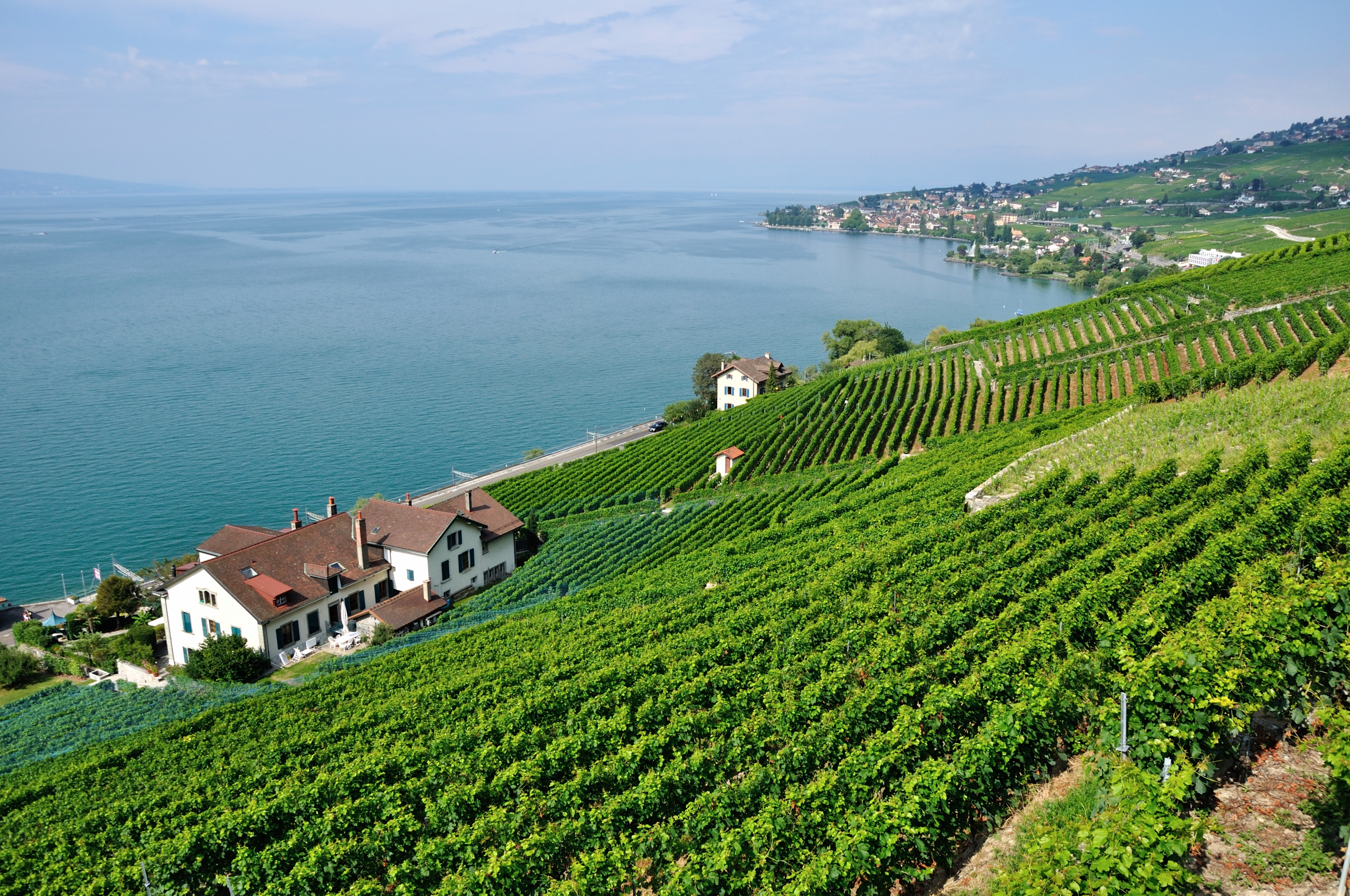